# Dominik Kuzmanović
Dominik Kuzmanović (* 15. August 2002 in Dugo Selo) ist ein kroatischer Handballspieler.

## Karriere

### Verein
Dominik Kuzmanović begann bereits im Alter von fünf Jahren mit dem Handball. Mit der Mannschaft aus Dugo Selo wurde er mehrfach Jugendmeister. Im Sommer 2020 wechselte der 1,91 m große Torwart zum kroatischen Erstligisten RK Nexe Našice, mit dem er mehrfach den zweiten Platz in der kroatischen Premijer Liga hinter Serienmeister RK Zagreb erreichte. In der EHF European League 2021/22 kam das Team bis ins Halbfinale und wurde im Final Four Vierter. Im Sommer 2024 wechselte er zum deutschen Bundesligisten VfL Gummersbach.

### Nationalmannschaft
Mit der kroatischen Jugendnationalmannschaft gewann Kuzmanović beim Europäischen Olympischen Jugendfestival 2019 in Baku die Goldmedaille. Bei der U-19-Europameisterschaft 2021 im eigenen Land gewann die Auswahl die Silbermedaille. Finalgegner war jeweils die deutsche Jugendnationalmannschaft.
Mit der kroatischen A-Nationalmannschaft belegte Kuzmanović bei der Weltmeisterschaft 2023 den 9. Platz, dabei kam er in vier Spielen zum Einsatz. Bei der Weltmeisterschaft 2025 warf Kuzmanović zwei Tore in neun Partien und gewann mit Kroatien die Silbermedaille.

### Auszeichnungen
Im Januar 2025 wurde Kuzmanović als Kroatiens Handballer des Jahres 2024 ausgezeichnet.